# Les tombes d'Atuan
Les tombes d'Atuan (títol original: The Tombs of Atuan), és una novel·la de l'autora estatunidenca Ursula K. Le Guin. L'obra pertany al gènere de fantasia i està dirigida a un públic jove. Publicada per primera vegada en el número d'hivern de 1970 de la revista Worlds of Fantasy, i agrupada i editada com a llibre per Atheneum Books l'any 1971. Les tombes d'Atuan és el segon llibre de la saga de fantasia Terramar, en 1972 va obtenir el premi com a llibre d'honor de la National Book Foundation.
Les tombes d'Atuan, és una seqüela diferent, Ged el protagonista d'Un mag de Terramar, el primer llibre de la saga, és relegat a personatge secundari i mentor de Tenar, la protagonista femenina. És un llibre més íntim i no té el punt d'aventura èpica del primer llibre.

## Sinopsi
Ambientada en el món fictici de Terramar, Les tombes d'Atuan és un centre sagrat ubicat en una de les illes d'un arxipèlag dominat per la màgia, especialment la de les paraules. Atuan és el centre d'un antic culte religiós on una casta de dones consagrades viuen al servei dels Sense Nom. Tenar ara anomenada Arha, és la reencarnació de la Suma Sacerdotessa, profetitzada des de la seva infantesa rebrà els honors de guardiana de les tombes dels Sense Nom i haurà d'estar confinada fins a la seva mort.
Tenar / Arha «la devorada» té una existència solitària, aprofundida per l'aïllament de ser la sacerdotessa de rang més alt a les Tombes. La seva vida és una rutina de tasques, ritus i sacrificis que es repeteix dia rere dia. El seu coneixement sobre el món exterior és nul, va ser arrabassada dels seus pares als sis anys i tots els seus coneixements els ha après en aquell lloc. Això canviarà en el moment que en una de les seves visites al Laberint de les Tombes, descobreixi la intromissió d'un poderós mag. És Ged, el protagonista d'Un mag de Terramar, que busca robar la meitat d'un talismà amagat al tresor de les Tombes, que pot ajudar als habitants de Terramar a recuperar la pau. Tenar / Arha l'atrapa al laberint sota les Tombes, per després rebel·lar-se contra els seus ensenyaments i mantenir-lo amb vida.
A través d'ell, ella començarà a conèixer el món exterior i començarà a qüestionar la seva fe als Sense Nom i el lloc que ocupa a les Tombes. Haurà de decidir entre viure en la ignorància o arriscar-se per a començar una altra vegada.
Aquest llibre, tracta de la lluita interior que tots els éssers humans tenim entre la llum i la foscor. Del que ens fa ser allò que som, de les decisions que prenem, de les eleccions que tenim i que escollim més enllà del que el món, la família, i la societat ens mostra.

## Autora
Ursula K. Le Guin (Berkeley, Califòrnia, 1929 - Portland, 2018) va ser reconeguda com una de les autores més prolífiques i llegides de les últimes dècades, una de les escriptores de ciència-ficció i fantasia més importants de tots els temps. Una autora de culte, els llibres de la qual han estat traduïts a més de quaranta idiomes, que va vendre milions d'exemplars a tot el món i va ser respectada no només per la comunitat literària sinó també en mitjans polítics, socials, científics i filosòfics. Durant la seva llarga trajectòria com a escriptora, ha cultivat diversos gèneres com la poesia, la narrativa, els contes infantils o la crítica, però el seu èxit es deu als nombrosos llibres de ciència-ficció i fantasia que va escriure, guardonats amb diferents premis literaris. Abans de la seva mort el gener del 2018, va ser qualificada per molts mitjans com l'escriptora americana viva més important.
La figura de Le Guin a l'espai de debat polític i de pensament va estar més present que mai durant els seus últims anys de vida. Es va donar de baixa del Gremi d'Autors per protestar per l'acord amb Google per digitalitzar llibres sense respectar el copyright. En un discurs pronunciat durant el National Book Award, va carregar contra la mercantilització del sector i com els editors i publicistes és doblegaven als designis d'Amazon, referint-se específicament al tractament que l'editorial Hachette Book Group havia rebut per Amazon; aquest discurs es compta entre els més sonats que s'han pronunciat en la història del gremi.
Ursula K. Le Guin va desafiar les convencions de la narrativa, el llenguatge, el caràcter i el gènere, i va transcendir els límits entre la fantasia i el realisme per forjar nous camins per a la ficció literària. Entre els escriptors de ciència-ficció i fantasia més venerats de la nació, els mons completament imaginats de Le Guin desafien els lectors a considerar profundes qüestions filosòfiques i existencials sobre gènere, raça, medi ambient i societat. Les seves novel·les, contes i llibres per a nens, audaçment experimentals i aclamats per la crítica, escrits amb una prosa elegant, són populars entre milions de lectors a tot el món.
El crític Harold Bloom va lloar Le Guin, anomenant-la «una creadora magníficament imaginativa i amb un gran estil» que «ha elevat la fantasia a un alt nivell literari per a la nostra era».

## Els personatges
«A Terramar el protagonista hi fa un recerca, com fan molts joves: Com puc ser una bona persona? La majoria ens passem la vida buscant la resposta, perquè cada vegada que et sembla que has trobat el camí, el camí canvia.» Ursula K. Le Guin
Com a curiositat, es pot dir que és el primer llibre de l'autora amb una dona com a personatge principal.
Tenar, la protagonista, és una nena que va tenir la sort o la desgracia de néixer el mateix dia que va morir la Suma Sacerdotessa del culte als Sense Nom. Considerada la seva reencarnació, es separada dels seus pares per a convertir-se en Arha. Tenar és un personatge molt complex que, inconscientment, té una lluita interior molt dura quan és testimoni de maneres de veure el món molt diferents a les que sempre li havien explicat.
«El que havia començat a aprendre era com pesa la llibertat. La llibertat és un llast feixuc, una càrrega ingent i estranya per a l'esperit que la porta. No és fàcil. No és un regal que es rep, sinó una tria que es fa, i la tria pot ser difícil.»
En aquesta novel·la veiem l'evolució, creixement i identitat de Tenar, és un bildungsroman. La majoria d'edat de Tenar està estretament lligada a la seva exploració de la fe i la seva creença en els Sense Nom. En Les tombes d'Atuan explora temes de gènere i poder en el marc d'un culte de dones sacerdotesses al servei d'una societat patriarcal.
A les novel·les de Le Guin, a diferència del que passa a la majoria d'obres del gènere fantàstic, és la lliure recerca dels personatges i no el destí el que decidirà el seu camí. Si a la majoria de novel·les fantàstiques, com la literatura medieval, el destí marca el camí dels herois, els protagonistes d'Ursula Le Guin, segueixen tradicions d'Orient llunyà basades més en l'equilibri i la dualitat del món, cadascú es busca el seu propi camí. La destinació pot estar marcada, però es té la capacitat d'escollir.
«La fantasia és més antiga —diu Le Guin— neix del mite i la màgia, que la literatura antiga i medieval per tot el món ja ha treballat, és una literatura que vulnera la raó. En canvi la ciència-ficció és la més nova tipologia de literatura, crea ficció sense mai vulnerar la raó, poden aparèixer societats alienes, estranyes i desconegudes, però amb una explicació científica per a la seva existència, l'exobiologia explicarà la seva procedència, malgrat les aparences la ciència-ficció parteix del realisme. En canvi la fantasia és plena d'éssers que no necessiten cap explicació, perquè són de constitució màgica, fora de la raó: dracs, follets, etc... I malgrat això ambdues tipologies de literatura tenen un nexe en comú i és que reflexionen sobre la nostra societat a partir de l'efecte mirall en societats diferents i alternatives.»
Le Guin diu que prefereix representar nois i noies perquè així es pot acostar més al procés de maduració personal del que interessa reflexionar i la reflexió està en els seus personatges per sobre de l'acció fantàstica. Per repensar el nostre món explora metafòricament sobre la pròpia existència i la del món a través dels joves protagonistes.
A nivell editorial, Le Guin diu que escriure sobre personatges de menys de 20 anys comporta el perill que t'emmarquin en literatura juvenil. «Als editors els encanta la literatura per a joves adults perquè tenen un públic molt més ampli, des dels nens fins als adults, però aleshores corres els perills que els crítics et deixin fora de la literatura en majúscules; diu la mateixa Le Guin. Tot i això prefereixo aquest tipus de personatges perquè són més oberts, més vulnerables, més frescos i apassionats».

## Influències
La saga de Terramar està influenciada per la trilogia de El senyor dels anells, de J. R. R. Tolkien, enlloc de ser una guerra santa entre el bé i el mal, les històries de Le Guin estan construïdes al voltant de la recerca de l'«equilibri» entre forces oposades —un concepte que va adaptar el seu estudi de tota la vida dels textos taoistes.
Podríem dir que les seves influències literàries van des de Tolkien a Virginia Woolf, passant per Virgili, la família Brönte o Tolstoi. Les obres que més la van marcar són Alícia en terra de meravelles i El llibre de la selva.
Quan vaig aprendre a llegir, vaig llegir de tot. Vaig llegir totes les famoses novel·les de fantasia: Alícia en terra de meravelles, El vent als salzes i Kipling. Adorava El llibre de la selva de Kipling. I després, quan vaig créixer, vaig trobar Lord Dunsany. Em va obrir un món completament nou: el món de pura fantasia. I ... The Worm Ouroboros. Novament, pura fantasia. I després el meu germà i jo ens vam ficar a la ciència-ficció quan tenia 11 o 12 anys. Primer Asimov, però no em va afectar gaire. Fins que vaig descobrir Theodore Sturgeon, però particularment Cordwainer Smith. Llavors vaig llegir la història Alpha Ralpha Boulevard i vaig dir: «Vaja! Això és tan bonic i tan estrany, jo vull fer una cosa semblant». Ursula K. Le Guin.